# Porte de Ménilmontant
Pour les articles homonymes, voir Ménilmontant.
La porte de Ménilmontant est une porte de Paris en France.

## Situation et accès
La porte de Ménilmontant est située à l'est de Paris, dans le 20e arrondissement, à la limite du quartier de Ménilmontant avec les communes des Lilas et de Bagnolet, en Seine-Saint-Denis. 
La rue de Noisy-le-Sec s'inscrit en partie sur la dalle qui recouvre le boulevard périphérique. La porte de Ménilmontant n'offre donc pas d'accès au boulevard périphérique.
Elle est desservie par :
- le boulevard Mortier et par les rues du Surmelin et de Noisy-le-Sec, dans Paris intra-muros ;
- la rue de Noisy-le-Sec en limite des Lilas et de Bagnolet ;
- la porte de Ménilmontant se situe à mi-chemin entre les stations de la ligne 3b du tramway d'Île-de-France Adrienne Boland et Séverine.

## Historique

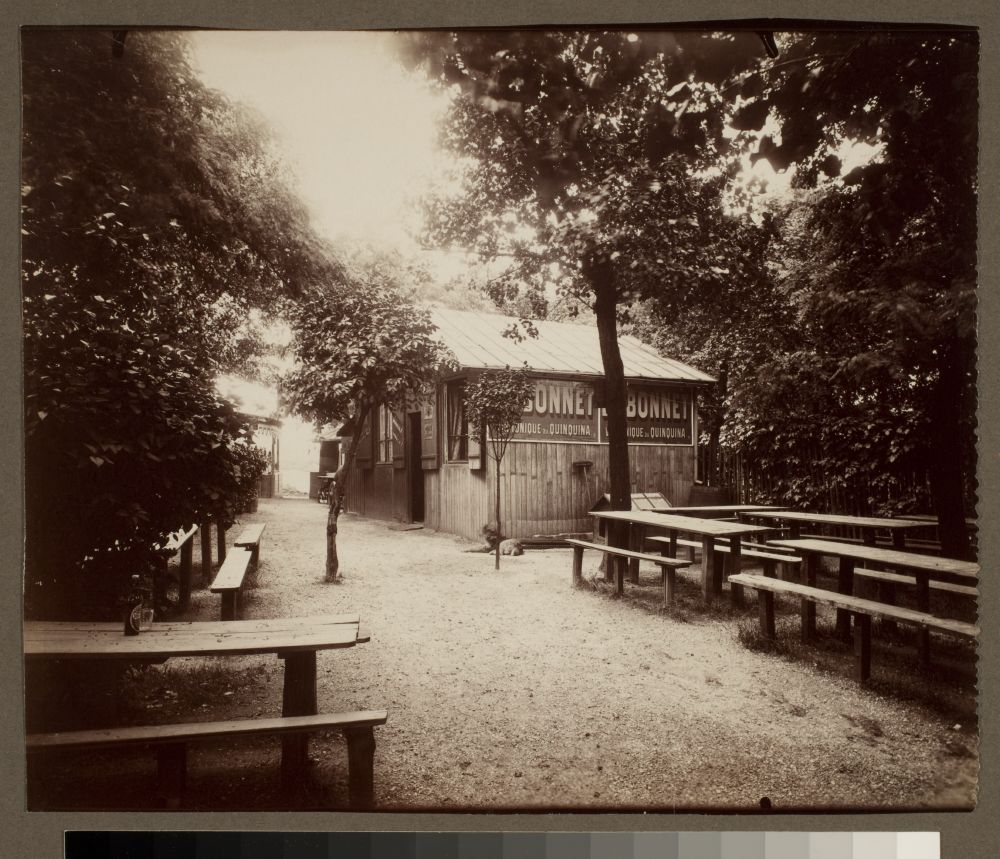
Guinguette de la porte de Ménilmontant (Eugène Atget, 1907).